# Masatane Kanda
Pour les articles homonymes, voir Kanda.
Masatane Kanda, 神田 正種 (24 avril 1890 – 15 janvier 1983), né dans la préfecture d'Aichi, au Japon, est un général japonais de l'Armée impériale japonaise pendant la Seconde Guerre mondiale.

## Biographie

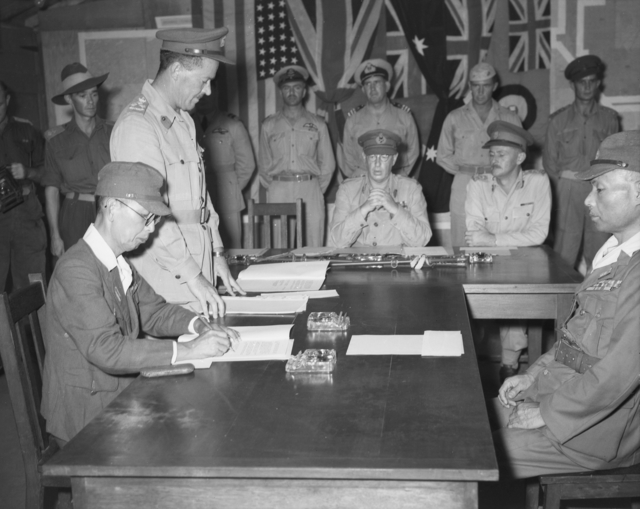
Le général Masatane Kanda signe la réédition de la japonaise sur les îles Salomon, le 8 septembre 1945.

Kanda est originaire de la préfecture d'Aichi, Kanda est diplômé de la classe 23 de Académie de l'armée impériale japonaise en 1911 et est affecté à l'armée du Guandong et au bureau des chemins de fer de Mandchourie du Sud à Harbin. En 1934, il est diplômé de la classe 31 de École militaire impériale du Japon.
De 1934-1936, il est nommé attaché militaire en Turquie. À son retour au Japon, il reste pendant un an en tant qu'instructeur à l'École militaire impériale du Japon, avant d'être affecté à servir comme chef de la Section 4 du 2e Bureau de l'Armée impériale japonaise à l'état-major général, où il est (malgré sa maîtrise de la langue russe) chargé de la collecte et de l'analyse des rapports de renseignement militaires d'Europe et d'Amérique du Nord.
Avec le déclenchement de la Guerre sino-japonaise (1937-1945) en 1937, il est affecté comme commandant du 45e régiment d'infanterie, mais revint à un poste de chef de la 1re section de l'inspection générale de la formation militaire.
En 1941, il est promu général de division et commandant de la 6e Division japonaise, qui est initialement attribuée à la Chine, et combat à la troisième Bataille de Changsha (1942).
La division est ensuite transférée aux Îles Salomon à partir de 1943-1945. Il est second en qualité de commandant de la 17e armée du général Hyakutake Haruyoshi lors la bataille de Bougainville, et plus tard, prend le commandement de celle-ci après qu'Hyakutake Haruyoshi soit encerclé par l'armée américaine en 1945.
Kanda se rendit aux commandants Alliés le 8 septembre 1945.
Après la guerre, Kanda est jugé et reconnu coupable de crimes de guerre par les Alliés, condamné à 14 ans de prison, et commence à purger sa peine en 1948. Il reste quatre ans en prison et est libéré en 1952.
Il est mort en 1983.

## Décorations
- Médaille de la guerre de la grande Asie orientale